# Bo Masser
Bo Masser född 1954, är en svensk författare.
Masser har varit ansvarig för kokboksaktiviteterna i Hällefors och Grythyttan men arbetar nu för Gourmand World Cookbook Awards.

## Priser och utmärkelser
- Ivar Lo-Johanssons personliga pris 1991